# جائزة اليابان
جائزة اليابان (بالإنجليزية: Japan Prize)‏ (باليابانية: 日本国際賞) ، هي مهرجان جائزة دولية ، يمنح لكل من خدم السلام والتكنلوجيا والطب والفيزياء وتمنح للفائز سواءاً من اليابان أو من بقية دول العالم ، وافتتحت الجائزة عام 1985م.

## وصلة خارجية
- The Japan Prize website

## روابط خارجية
- جائزة اليابان على موقع IMDb (الإنجليزية)